# Vissbodamon
Vissbodamon är ett naturreservat i Askersunds kommun i Örebro län.
Området är naturskyddat sedan 1962 och är 13 hektar stort. Reservatet omfattar tallskog på det sandfält som avlagrats intill Hallsbergsåsen som ligger öster om reservatet.

## Bildgalleri

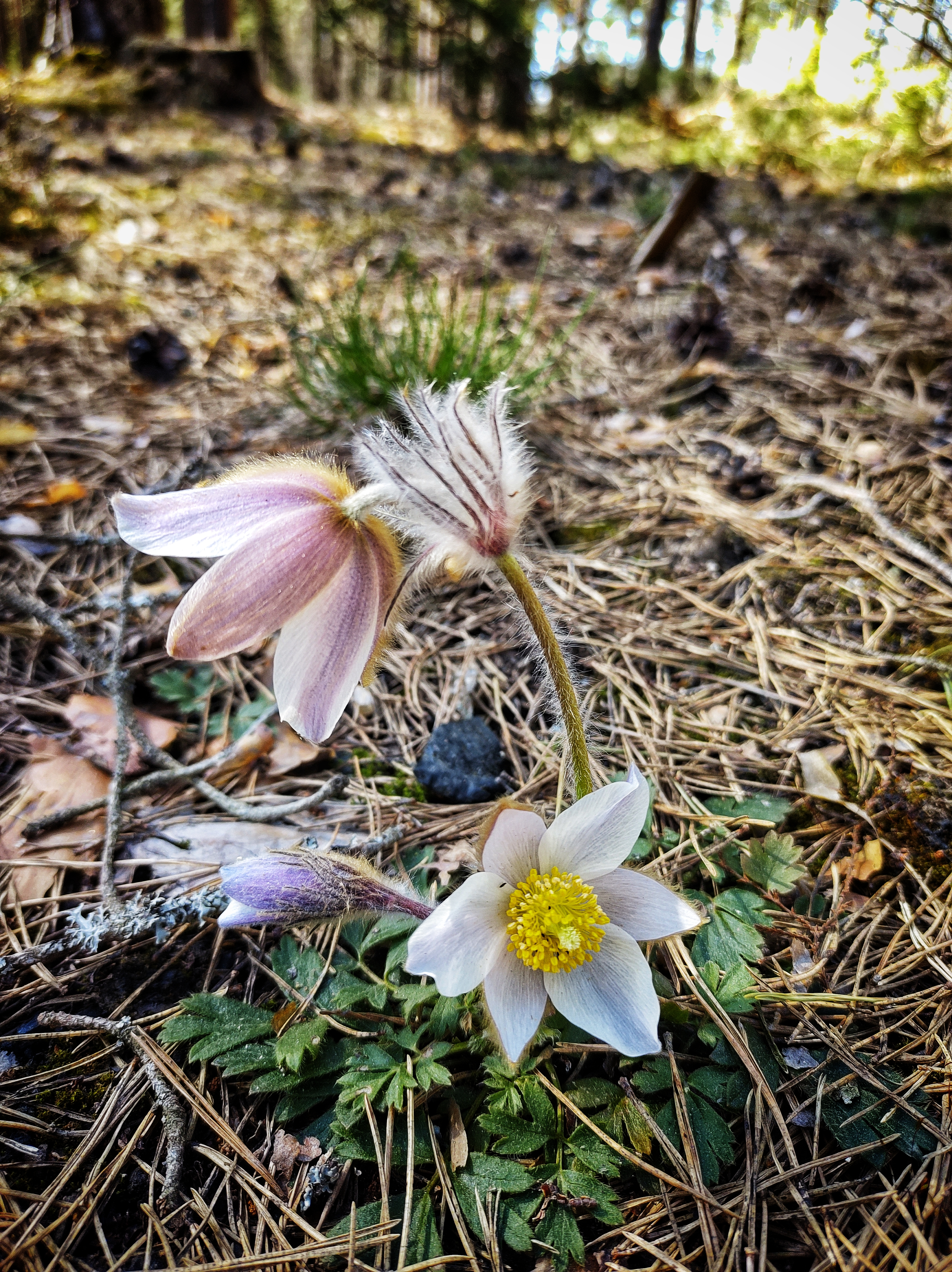
Mosippa fotograferad vid Vissbodamon.